# Дуглас Александер Грем
Дуглас Александер Грем (англ. Douglas Alexander Graham; 26 березня 1893, Бріхін, Ангус — 28 вересня 1971, Бріхін, Ангус) — британський воєначальник, майор-генерал Британської армії, учасник Першої та Другої світових воєн.

## Біографія
Дуглас Александер Генрі Грехем народився 26 березня 1893 року у шотландському містечку Бріхін в області Ангус. Здобув освіту в Академії Глазго та пізніше в університеті Глазго, по завершенні навчання в якому отримав чин другого лейтенанта і був відправлений для подальшого проходження служби в 3-тю бригаду Королівської польової артилерії, Територіальних сил Британської імперії. 17 вересня 1913 року закінчив курс підготовки Королівського військового коледжу в Сандгерсті, де отримав призначення до Камерунського (шотландських стрільців) полку.
З початком Першої світової війни командир взводу роти «D» полку лейтенант Д. Грехем був одним з перших, кого включили до складу 19-ї бригади Британських експедиційних сил, що вирушали на Західний фронт до Франції. З перших боїв Великого відступу, Першої іпрської битви молодий офіцер у центрі подій. У ході бою під Ла Бутільєрі дістав поранення в ногу. Після одужання в Англії, повернувся на фронт. 18 червня 1916 року підвищений у капітани. Продовжував службу у складі британських військ у Франції до перемоги у війні та згодом залишився разом з окупаційними силами союзників у Німеччини. Був відзначений британськими та французькими нагородами.
Після повернення з війни, продовжував службу в лавах британської армії. З жовтня 1921 року переведений до Індійської армії, був помічником військового секретаря. З 1924 до 1925 року навчався у штабному коледжі в Камберлі. По завершенні навчання служба штабним офіцером у 52-й піхотній дивізії. 16 грудня 1930 року підвищений у майори. Служив на різних штабних та командних посадах.
З 1937 до 1938 року командував батальйоном, який брав участь у придушенні Арабського повстання в Палестині за часів британського мандату. Повернувшись до Британії, Д. Грехем служив у 5-й дивізії.
З початком Другої світової війни командир батальйону разом з підпорядкованим підрозділом прибув у вересні 1939 року до Франції, знову у складі Британських експедиційних сил. Перебував на німецько-французькому кордоні, у квітні 1940 року повернувся до Шотландії, де його призначили командиром щойно створеної 27-ї піхотної бригади 9-ї гірської піхотної дивізії. У серпні 1940 року бригаду перейменували на 153-тю піхотну бригаду 51-ї гірської дивізії, яку очолив майор-генерал Алан Каннінгем.
13 серпня 1942 року бригада Д. Грехема прибула до Єгипту, де її включили до 8-ї армії. Після періоду інтенсивної підготовки та адаптації до особливостей театру війни, 51-ша дивізія разом у повному складі увійшла до 13-го корпусу лейтенант-генерала Б. Хоррокса, та взяла участь у битві за Ель-Аламейн. Пізніше 153-тя бригада з рештою з'єднання перейшла в підпорядкування командира XXX корпусу лейтенант-генерала О. Ліза, де зіграла одну з вирішальних ролей у Другій битві за Ель-Аламейн проти італійсько-німецьких військ Е. Роммеля. 14 січня 1943 року майор-генерал Д. Грехем за вміле керівництво бригадою в ході цієї битви був відзначений орденом «За видатні заслуги».
Надалі бригада Д. Грехема билася в битві за Ель-Агейлу, в Туніській кампанії, особливо відзначилась у боях за лінію Марет.
З початком підготовки до операції «Хаскі», за особистим рішенням командувача 8-ї армії генерала Б.Монтгомері 51-ша дивізія зі 153-ею бригадою була відведена до резерву з метою підготовки до вторгнення на італійський острів Сицилія. Однак, вже на початку травня 1943 року майор-генерала Б. Грехема призначили командувати 56-ю піхотною дивізію, коли її командира Е. Майлза важко поранили в бою. Ця дивізія щойно була перекинута з Іраку до Тунісу і після 3 200-км маршу увійшла до X корпусу. Маючи у своєму складі лише дві бригади 167-ма та 169-та і частини дивізійного комплекту вона практично без підготовки вступила в бій, в ході якого зазнала серйозних втрат.
Через втрату дивізією свого бойового потенціалу її перевели до резерву й незабаром перекинули до Лівії. Тут у прибережній зоні її готовили до висадки на материкову Італію, тому що до Сицилійської операції вона не встигала підготуватися повною мірою. Наприкінці липня до 56-ї дивізії додали третю бригаду — 201-шу гвардійську. Незабаром з'єднання з X корпусом ввели до 5-ї американської армії генерал-лейтенанта М.Кларка.
9 вересня 1943 року 56-та дивізія за підтримки танків «Шерман» висадилася на узбережжі Салерно за планом операції «Аваланч». Висадка британського X корпусу лейтенант-генерала Р. Маккрірі, що мала в першій хвилі вторгнення передові підрозділи 46-ї та 56-ї дивізій, а також легкі загони американських рейнджерів і британських командос 2-ї бригади спеціальної служби бригадира Р. «Лакі» Лейкока, пройшла відносно легко. Італійські та німецькі берегові війська майже не чинили опору. Отже, висадка рейнджерів і загонів No. 2 і No. 41 (морської піхоти) британських командос відбулась практично без стрілянини та майже без втрат.
Разом з цим, просування основних сил британської піхоти не було настільки результативним та легким, як у спецназу. Дві британські піхотні дивізії наразилися на добре організований та ефективний опір німців. Командування 16-ї німецької танкової дивізії створило багатошарову систему вогню, тому, незважаючи на підтримку корабельної артилерії, англійським солдатам було складно прорватися по відкритій місцевості від урізу води, долаючи завади під вогнем противника до першої лінії оборони вермахту. На подолання цих перешкод британським командиром знадобилося багато часу, здійснюючи маневр силами та засобами та ціною серйозних жертв вони врешті закріпилися на берегу, але через значний спротив не змогли відразу розвинути успіх та з'єднатися з американцями, що висадилися південніше.
13 вересня німці, після перегрупування своїх резервів, розпочали свою контрнаступальну операцію, намагаючись одним потужним ударом розчавити та скинути ворожий десант у море. Дивізії Д. Грехема було дозволено відійти на підготовлені оборонні рубежі, де за підтримки польової та корабельної артилерії британцям вдалося спочатку зупинити ворожий контрнаступ, а згодом і перейти в наступ. 56-та дивізія зазнала в цій битві великих втрат, але продовжувала утримувати лівій фланг 5-ї армії, доки 46-та піхотна та 7-ма бронетанкова розвивали наступ на Неаполь.
Д. Грехем вийшов на рубіж річки Вольтурно, де змушений був перейти до позиційної оборони перед фронтом добре підготовлених фортифікаційних рубежів вермахту. Під час одного з візитів своїх військ на передовій командир дивізії потрапив у ДТП і отримав травму, через що був евакуйований у тил.
Британського генерала згодом перевели до Британії, де розмістили на лікування в шпиталі. У січні 1944 року його призначили командиром 50-ї Нортумбріанської піхотної дивізії. Цю дивізію після боїв на Сицилії Імперський Генеральний штаб повернув до Англії, де визначили до складу ударного угруповання для висадки в Нормандії. Дивізія увійшла до XXX корпусу лейтенант-генерала Д. Бакнейлла 2-ї британської армії лейтенант-генерала М.Демпсі. З силами, що виділялися на підтримку дивізії, генерал Д. Грехем отримав у своє підпорядкування 38 000 особового складу — ударне угруповання для висадки на плацдармі «Голд».
6 червня 1944 року, в День Д, 50-та Нортемберійська піхотна дивізія генерала Дугласа Грехема, посилена підрозділами 79-ї бронетанкової дивізії і 8-ї танкової бригади, висадилася на узбережжі Франції між населеними пунктами Анель і Вер-сюр-Мер. Перша хвиля десанту зазнала значних втрат, але завдяки своєчасно прийнятому рішенню, ініціатива була перехоплена і, скориставшись деяким замішанням з боку противника, англійці змогли з ходу увірватися на плацдарм. Цьому немало сприяла наявність на пляжах спеціальної броньованої техніки, під прикриттям якої десант зміг здолати першу лінію укріплень німецької 716-ї дивізії берегової оборони і просунутися углиб. За підтримки корабельної артилерії, долаючи запеклий опір, британці змогли до 16 годин оволодіти Амель, до 21 години Аронманш і вийти на околицю Байо і до кінця першого дня вторгнення міцно зміцнитися на захопленому плацдармі. Завдання дня, що стояло перед дивізією напередодні операції, було успішно виконане.
Надалі 50-та дивізія Д. Грехема вела бої за опанування міста Кан, а з початком загального наступу союзників з метою прориву з плацдармів вела бої за захоплення та утримання ключових об'єктів біля Віра, у тому числі панівних висот Монт-Пінсон для того, щоб забезпечити успіх наступу американських військ за планом операції «Кобра». Потім вона билася на північному фланзі Фалезького котла, по завершенні розгрому німецьких військ в якому, дивізію відвели до другого ешелону. Загалом дивізія Д. Грехема провела на передньому краї битви 2,5 місяці й зазнала важких втрат — майже 6000 осіб загинуло, було поранено або зникло безвісти британських солдатів дивізії (за час операції «Оверлорд» тільки 3-тя піхотна дивізія втратила більше особового складу — понад 7100 осіб).
У подальшому 50-та піхотна дивізія вела бойові дії на другорядних напрямках стратегічного наступу союзників на Західному фронтові. Після отримання травми ноги Д. Грехема відправили до Англії, а по завершенню лікування він повернувся наприкінці 1944 року до рідної дивізії. У грудні 1944 року її вивели до Британських островів, де вона перейшла в розряд дивізій навчально-тренувальних для підготовки маршового поповнення для тих, що билися на фронті.
У серпні 1945 року Д. Грехем на чолі своєї дивізії відбув до Норвегії, де її переформували на Британські наземні сили в Норвегії, якими він керував до повного виведення британського контингенту з країни.
6 лютого 1947 року майор-генерал Д. Грехем звільнився з лав британської армії та вийшов у відставку. 28 вересня 1971 року він помер у рідному Бріхіні в Ангусі, Шотландія. Похований у некрополі Глазго.